# Estados Unidos en los Juegos Olímpicos de la Juventud 2018
Estados Unidos compitió en los Juegos Olímpicos de la Juventud 2018 en Buenos Aires, Argentina, celebrados entre el 6 y el 18 de octubre de 2018. Fue representado por 90 deportistas en 22 disciplinas y obtuvo seis medallas doradas, cinco de plata y siete de bronce en las justas deportivas.

## Medallero
| Medalla       | Oro | Plata | Bronce | Total |
| ------------- | --- | ----- | ------ | ----- |
| Total oficial | 6   | 5     | 7      | 18    |

## Tiro con arco
Estados Unidos clasificó dos arqueros por su desempeño en el Mundial Juvenil de Tiro con Arco 2017.
- Individual masculino - Trenton Cowles
- Individual femenino - Catalina GNoriega

## Bádminton
Estados Unidos clasificó a una jugadora en esta disciplina.
- Individual femenino - Jennie Gai

## Baloncesto
Estados Unidos clasificó a un equipo femenino y a un equipo masculino para esta disciplina.
- Torneo masculino - 1 equipo de 4 atletas
- Torneo femenino - 1 equipo de 4 atletas

## Voleibol playa
Estados Unidos clasificó a un equipo femenino.
- Torneo femenino - 1 equipo de 2 atletas

## Canotaje
Estados Unidos clasificó tres botes.
- Masculino K1 - 1 bote
- Femenino C1 - 1 bote
- Femenino K1 - 1 bote

## Equitación
Estados Unidos clasificó a un corredor según su rendimiento en el Campeonato Juvenil de Norteamérica FEI.
- Salto individual - 1 atleta

## Esgrima
Estados Unidos clasificó seis atletas en esta disciplina.
- Isaac Herbst
- Kenji Bravo
- Robert Vidovszky
- Emily Vermeule
- May Tieu
- Alexis Anglade

## Gimnasia

### Artística
Estados Unidos clasificó dos gimnastas en esta disciplina.
- Individual masculino - 1 plaza
- Individual femenino - 1 plaza

### Rítmica
Estados Unidos calificó a una gimnasta en esta disciplina.
- Individual femenino - 1 plaza

### Trampolín
Estados Unidos clasificó a una gimnasta en esta categoría.
- Femenino individual - 1 plaza

## Patinaje de velocidad
Estados Unidos clasificó a dos patinadores en esta disciplina.
- Masculino cominado - Sabien Tinson
- Femenino combinado - Corinne Stoddard

## Remo
Estados Unidos clasificó dos botes.
- Masculino - 1 atleta
- Femenino – 2 atletas

## Rugby
Estados Unidos clasificó a su equipo masculino de Rugby Sevens.
Equipo
- Tyren Al-Jiboori
- Max Clark
- Alex Cleary
- Lauina Falatea
- Jasper Green
- Isaia Kruse
- Sione Mahe
- Zachary Neff
- Uluamu Niutupuivah
- Jon Rodriguez
- Inoke Waqavesi
- Ben Wierenga

## Vela
Estados Unidos clasificó cuatro botes en esta disciplina.
- Techno 293+ Masculino - 1 bote
- IKA Twin Tip Racing Masculino - 1 bote
- Techno 293+ Femenino - 1 bote
- Nacra 15 Mixto - 1 bote

## Tenis de mesa
Estados Unidos clasificó dos jugadores en esta disciplina.
- Individual masculino - Kanak Jha
- Individual femenino – Amy Wang

## Triatlón
Estados Unidos clasificó dos atletas en esta categoría.
- Individual masculino - 1 plaza
- Individual femenino - 1 plaza

## Levantamiento de pesas
Estados Unidos clasificó tres atletas en levantamiento de pesas.
- Eventos masculinos - 2 plazas
- Eventos femeninos - 1 plaza